# キ62 (航空機)
キ62は、大日本帝国陸軍が計画した戦闘機。実機は製造されていない。

## 概要
1940年（昭和15年）、陸軍は同年の研究方針の中で中島飛行機を発注先とする軽単座戦闘機キ62を計画した。これは対戦闘機戦闘に主眼を置いた機体であり、水平速度と格闘戦能力を重視し、常用高度は4,000 - 7,000 m、行動半径は最大500 km + 1時間を目標値としていた。空冷エンジンの搭載を予定しており、武装は機関銃2挺を基本としつつ、機関砲の装備も考えられていた。
1940年6月頃の時点では、1941年（昭和16年）2月に試作機を完成させ、1942年（昭和17年）3月に審査を完了する予定だったが、1941年4月には陸軍航空技術研究所から試作機完成を1942年春、審査完了を1943年（昭和18年）半ばにする意見が提出されている。また、この意見の中では搭載エンジンを「ハ45」とし、後の四式戦闘機に近い性格の「中戦」へと基礎要項を改めることも提案されていた。
キ62はキ43（後の一式戦闘機）の性能向上型に続く機体と位置づけられていたが、当時の中島はキ43試作機の改修作業を抱えており、キ62の新規設計を行うには余裕が不足していた。そのため、世界情勢の変化も手伝い計画は再検討され、1941年10月には他機の開発作業に注力すべくキ62の計画中止が提案された。最終的に、「キ43の性能向上型」が具体化した姿である一式戦二型をキ62に相当する機体と見なす形で計画は終了した。

## 異説
キ62は「ハ104」あるいは「ハ214」を搭載エンジンとする、あるいは液冷エンジンを用いる重戦闘機だったとする説や、「ハ140」エンジンを装備する重戦闘機としてのキ62の完成想像図が示された事例も存在する。後者の想像図を基に、ウクライナのユニクラフトが「キ62」とされるレジンキットを発売したこともあり、同製品では「キ61（三式戦闘機）と並行して計画が開始された」と解釈されている。

### 諸元（ハ104 / ハ214装備説・計画値）
出典：『日本の戦闘機 陸軍篇』 91頁。
- 全長：8.75 m
- 全幅：12.00 m
- 全高：3.80 m
- エンジン：三菱 ハ104あるいはハ214 空冷複列星型18気筒[7] × 1
- 乗員：1名